# Dalechampia granadilla
Dalechampia granadilla är en törelväxtart som beskrevs av Henri Ernest Baillon. Dalechampia granadilla ingår i släktet Dalechampia och familjen törelväxter. Inga underarter finns listade i Catalogue of Life.